# Peliococcus courzius
Peliococcus courzius är en insektsart som beskrevs av Goux 1989. Peliococcus courzius ingår i släktet Peliococcus och familjen ullsköldlöss.
Artens utbredningsområde är Frankrike. Inga underarter finns listade i Catalogue of Life.